# Ingredion Brasil
A Ingredion Brasil (anteriormente Refinações de Milho Brasil e Corn Products Brasil) é uma empresa que atua no ramo de processamento e refino de ingredientes indústrias de origem agrícola, notadamente a base de milho.
É a sede brasileira da estadunidense Ingredion.
Possui cinco unidades indústrias no país, sendo a fábrica de Mogi Guaçu a segunda maior do grupo Ingredion em todo o mundo.
Ao longo de sua história possuiu várias marcas famosas como Maizena, Arrozina, Aymoré, Vitamilho, AdeS, Dextrosol, Karo, Arisco, Mazola, Knorr, Kitano, Cremogema e Hellmann's.
No ano 2000 a empresa, que antes era conhecida como Refinações de Milho Brasil, teve uma cisão ficando apenas com a parte de produção de ingredientes indústrias, com o nome de Corn Products Brasil.
Em 7 de novembro de 2012, a Corn Products Brasil Ingredientes Industriais mudou a sua razão social para Ingredion Ingredientes Industriais Ltda.